# АЕС Гесген
Атомна електростанція Гесген (німецькою Kernkraftwerk Gösgen, скорочено KKG) розташована в муніципалітеті Денікен (кантон Золотурн, Швейцарія) на петлі річки Ааре. Він управляється спеціальним товариством Kernkraftwerk Gösgen-Däniken AG.

## Історія

### Будівництво
Перші дискусії про будівництво третьої швейцарської атомної електростанції почалися в 1966 році. У 1970 році офіційний запит було подано до федеральних органів влади. Спочатку передбачалося охолодження річковою водою, але креслення довелося змінити, щоб відповідати новому федеральному розпорядженню, яке в 1971 році забороняло такі системи для майбутніх електростанцій. Після введення градирні 31 жовтня 1972 року влада видала дозвіл на розміщення. Будівництво почалося влітку 1973 року, після чого було видано низку місцевих дозволів. Введення в експлуатацію дозволено 29 вересня 1979 року. KKG був готовий почати роботу в лютому 1979 року, але аварія на Три-Майл-Айленд змусила Федеральну раду Швейцарії наказати перевірку безпеки швейцарських заводів, яка тривала кілька місяців. Зрештою він увійшов у свою комерційну фазу 1 листопада 1979 року. Необмежену експлуатаційну ліцензію було видано 29 вересня 1978 року.
Останньою значною зміною на ККГ стало будівництво нового сховища відпрацьованих стрижнів. Введено в експлуатацію в 2008 році.

### Прийняття
У 1970-х роках протидія будівництву нових заводів зросла. Незважаючи на аварію на атомній електростанції Lucens, дебати здебільшого стосувалися технічних аспектів, таких як будівництво об’єктів у густонаселених районах або система охолодження. Були численні занепокоєння з приводу надмірної експлуатації вод Ара та Рейну, які вже використовувалися для охолодження станцій Безнау та Мюлеберг, а також на численних гідроелектростанціях. У березні 1971 року Федеральна рада заборонила використання річкової води для прямого охолодження нових заводів. Оскільки KKG також мав охолоджуватися Aar, проєкт довелося адаптувати, додавши градирню.

### Майбутнє
KKG, перебуваючи в середині початкового очікуваного терміну служби, повинен і далі виробляти електроенергію протягом кількох наступних десятиліть. Тому рішення про його зупинку чи можливу заміну не прийнято.

## Технічні характеристики

### Реактор і генератори
KKG має водно-водяний енергетичний реактор, поставлений німецькою компанією Kraftwerk Union AG, тодішньою дочірньою компанією Siemens AG, а тепер частиною Areva NP. Він містить 177 паливних збірок, 48 з яких оснащені елементами управління. Кожна паливна збірка може вмістити до 225 стрижнів, але тільки 205 займає паливо. Решта 20 позицій зарезервовані для тяг. Всього в діючому реакторі міститься близько 76 т урану. Працює на 324 °C і 153 бар. Теплова потужність досягає 3002 МВт.
| Блок   | Тип | Чиста електрична потужність | Валова електрична потужність | Початок будівництва | Критичний стан | Підключено до електромережі | Комерційна експлуатація | Закриття |
| ------ | --- | --------------------------- | ---------------------------- | ------------------- | -------------- | --------------------------- | ----------------------- | -------- |
| Гесген | PWR | 970 МВт                     | 1020 МВт                     | Грудень 1973        | Червень 1979 р | Січень 1979                 | Листопад 1979 р         | -        |

### Заходи безпеки
Ядро розташоване всередині циліндра заввишки 11 м (стінка завтовшки 22 см) з внутрішнім діаметром 4,36 м. Бетонна будівля реактора має товщину стінки в циліндричній частині 1,6 м (1,2 м купол і 2,8 м опорної плити). Завдяки масивним конструкціям він повинен витримати падіння літака.

### Поводження з відходами
Відпрацьоване паливо охолоджується в спеціальних басейнах, де відводиться залишкове тепло розпаду. Потім стрижні переміщуються до центрального проміжного складу ZWILAG, де вони зберігаються. У 2008 році почав працювати другий басейн відпрацьованого ядерного палива, який збільшив загальну місткість з 600 до 1600.

## Ядерні події
Станом на лютий 2009 року жодної оперативної ядерної події (рівень INES 2 або вище) не було. З 1995 року мала місце лише одна аномалія. KKG примітний тим, що за останні 19 років не було жодного аварійного завершення роботи реактора.

### Події 1 рівня

#### 2009 рік
- У березні KKG оголосив федеральній владі про подію, яка відбулася після перегляду 2008 року. Чотири з резервних ліній електроживлення, що живлять аварійну систему, вийшли з ладу під час випробування через несправність захисної схеми. У разі реальної надзвичайної ситуації це може спричинити проблеми лише у разі несправності інших механізмів безпеки, але оскільки та сама проблема виникла з кількома ланками, подія була оцінена як рівень 1[7].